# HD98880
HD98880 — хімічно пекулярна зоря спектрального класу A4, що має видиму зоряну величину в смузі V приблизно  8,2.
Вона  розташована на відстані близько 767,4 світлових років від Сонця.